# Шато Монтелена
Шато Монтелена — виноробня в долині Напа, відома тим, що перемогла в розділі білих вин історичного конкурсу вин «Суд Парижа». Шардоне від Chateau Montelena конкурувало з дев'ятьма іншими винами з Франції та Каліфорнії під час сліпої дегустації. Усі 11 суддів присудили найкращі бали шардоне від Chateau Montelena та Chalone Winery, ще одного каліфорнійського виробника вина. Вигадана версія історичної перемоги Chateau Montelena була показана у фільмі 2008 року Удар пляшкою.

## Історія

### Таббс
У 1882 році підприємець Альфред Л. Таббс купив 254 акри (103 га) землі на північ від Калістоги біля підніжжя гори Святої Єлени .  Таббс заробив статки на канатному бізнесі під час Золотої лихоманки, і знав цю територію, відвідавши неподалік курорт White Sulphur Springs. Він посадив виноградні лози, і до 1896 року Шато Монтелена стало сьомим за величиною виноробним заводом у долині Напа. 

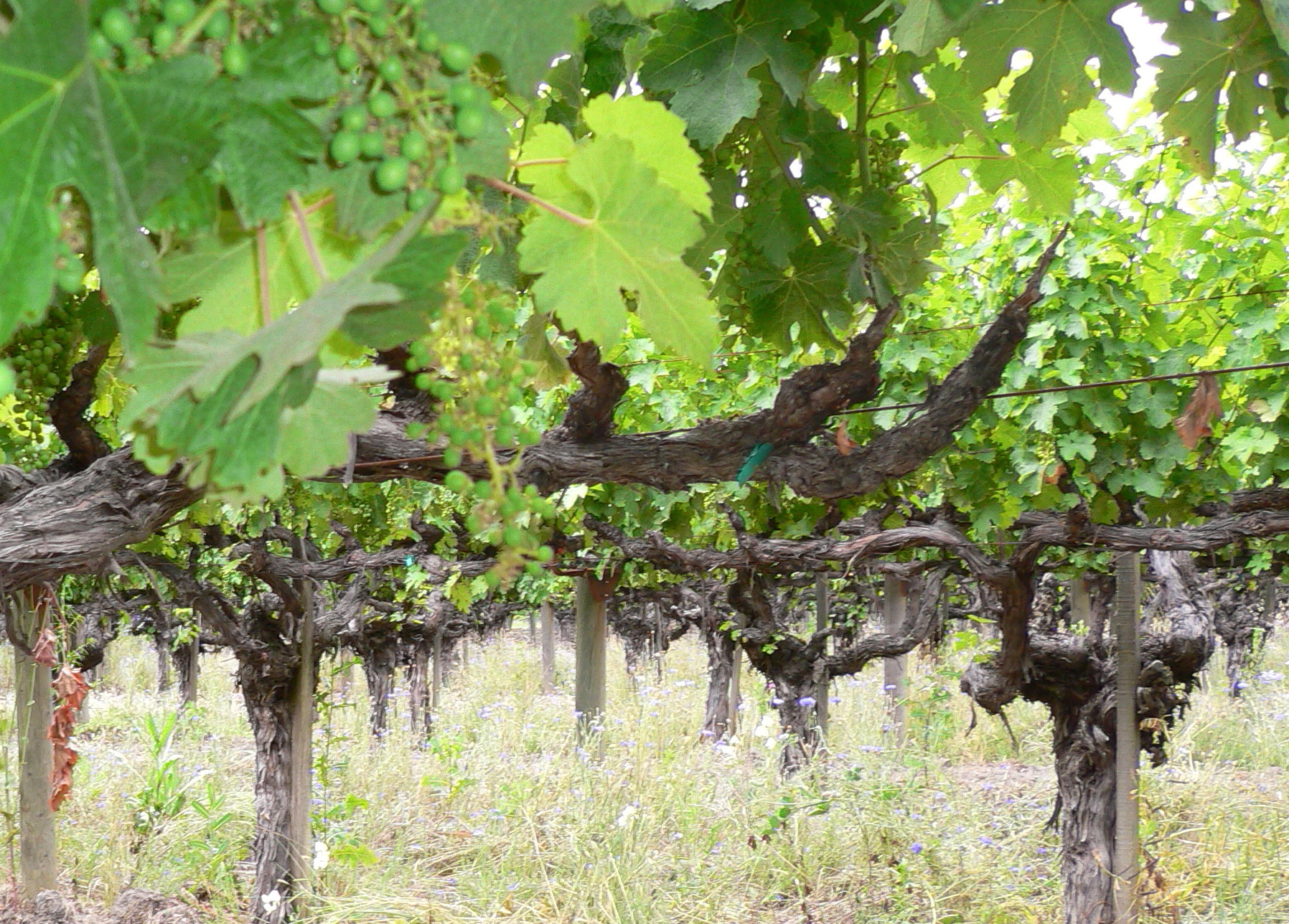
Виноградні лози Каберне Совіньйон у Шато Монтелена.

З настанням сухого закону в Сполучених Штатах виноробство в Шато припинилося, і в наступний період Таббс продавав виноград, але не виготовляв вино. У 1958 році сім'я Таббсів продала замок Йорту Вінгу Франку, китайському інженеру-електрику, і його дружині Джіні, які шукали будинок для престарілих. Франки створили сад у стилі своєї батьківщини, розкопали Нефритове озеро. Китайський сад є популярним місцем для пікніків, хоча доступ тепер обмежений для членів винного клубу Шато.

### Пащич
У 1968 році Лі та Хелен Пашіч купили нерухомість і залучили в якості партнерів юриста Джеймса Л. Барретта та забудовника Ернеста Хана. Barrett пересадив виноградник і встановив виноробне обладнання в історичних будівлях, і в 1972 році він знову почав виробляти вина з Майком Гргічем . працював виноробом і який також організував весь дизайн виноробні. Чотири роки потому Шардоне від Шато Монтелена 1973 року врожаю зайняло перше місце серед Шардоне та білих бургундських вин, які були представлені на конкурсі вин «Суд Парижа».  Пляшка цього вина знаходиться в Смітсонівському національному музеї американської історії.
У 2004 році Джеймс Лаубе з Wine Spectator заявив, що у винах Chateau Montelena міститься TCA . Після підтвердження незалежної лабораторії Джим Баррет оголосив про заходи, вжиті для усунення присутності 2,4,6-трихлороанізолу на виноробні Montelena.  

### Дегустаційний зал Сан-Франциско
З кінця 2011 року Шато Монтелена відкрила супутниковий дегустаційний зал у The Westin St. Francis на Юніон-сквер у Сан-Франциско .

### Припинений продаж
У липні 2008 року було оголошено, що Мішель Рейб’є, власник бордоської виноробні Cos d'Estournel, придбав Шато Монтелена у Джима та Бо Барретів за нерозголошену суму , угоду, яку на момент оголошення Роберт Паркер описав як «одну». з найбільших історій за мої 30 років у виноробній галузі».   Виконавчий комітет у складі Бо Барретта, керуючого директора Грега Ралстона та винороба Cos d'Estournel Домініка Арангуа, а Жан-Гійом Пратс, генеральний менеджер Cos d'Estournel як президент, мав наглядати за урожаєм 2008 року. майбутня стратегія розширення бренду та пересадка 75% виноградників.   Однак у листопаді 2008 року угода була розірвана.   Зазначається, що припинення угоди Шато Монтелена було пов'язане з тим, що Reybier Investments "не змогла виконати свої зобов'язання". 

## Зовнішні посилання
- Офіційний сайт Chateau Montelena

Шаблон:National Register of Historic Places38°36′09″ пн. ш. 122°36′00″ зх. д. / 38.6025182° пн. ш. 122.59991° зх. д.